# Mauro Bicicli
Mauro Bicicli (Crema, 15 gennaio 1935 – Crema, 22 agosto 2001) è stato un calciatore e allenatore di calcio italiano, di ruolo attaccante.

## Carriera

### Giocatore

Bicicli (accosciato, primo da sinistra) nel Parma del 1955-1956

Fece parte della Grande Inter; nella squadra nerazzurra esordì in Serie A il 17 aprile 1955 (Inter-Genoa 0-1) e nelle file di essa giocò a intermittenza per un totale di nove stagioni, per complessive 182 presenze, con 27 gol all'attivo. In Serie A giocò anche due stagioni nel Genoa accanto a Gigi Meroni e una nel Lanerossi Vicenza. Fu chiamato a sostituire l'infortunato Luisito Suarez nella finale di Coppa dei Campioni del 1967, persa dall'Inter contro il Celtic per 2-1.

### Allenatore
Dopo la fine della carriera agonistica intraprese quella di allenatore, che svolse inizialmente nel settore giovanile del Brescia, con due apparizioni anche sulla panchina della prima squadra: nel 1977 a sostituire Antonio Valentín Angelillo in Serie B e nel 1982 per sostituire Maurizio Bruno in Serie C1. Allenò poi anche Ospitaletto, Fanfulla e Legnano. Scomparve per un tumore al fegato nel 2001, a 66 anni.

## Palmarès

### Giocatore

#### Competizioni nazionali
- Campionato italiano: 2

Inter: 1953-1954, 1962-1963

#### Competizioni internazionali
- Coppa delle Alpi: 1

Genoa: 1964

### Allenatore

#### Competizioni giovanili
- Campionato Primavera: 1

Brescia: 1974-75

#### Competizioni nazionali
- Campionato Nazionale Dilettanti: 1

Legnano: 1992-1993